# Święty Franciszek otrzymujący stygmaty (obraz El Greca z 1580)
Święty Franciszek otrzymujący stygmaty (typ II Pidal) – obraz olejny przypisywany hiszpańskiemu malarzowi pochodzenia greckiego Dominikosowi Theotokopulosowi, znanemu jako El Greco, przedstawiający św. Franciszka z Asyżu i znajdujący się w Meadows Museum w Dallas. Obraz jest sygnowany greckimi literami poniżej czaszki: doménikos theotokópolis e’poíei. Według Harolda Wetheya jest to jedyny oryginalny obraz przedstawiający ten typ franciszkańskich obrazów.

## Opis obrazu
Święty jest przedstawiony w momencie otrzymania stygmatów. Franciszek jest ukazany od kolan, pochylony do przodu, zwrócony trzy czwarte w kierunku jasnego, bijącego z lewej strony światła, wpatrzony w niebo, ma łzy w oczach. Jego postać jest nienaturalnie wydłużona, rozłożone ręce skierowane są ku promieniom świetlnym. Szatę świętego stanowi habit zakonny z szerokimi pofałdowanymi rękawami i kołnierzem z kapturem, przepasany podwójnym sznurem z węzłem. Modelunek jest miękki, choć w sposobie ujęcia postaci można dostrzec uproszczenia i geometryzację nawiązującą jeszcze do wcześniejszego obrazu Męczeństwo świętego Maurycego. W tle widoczny jest zarys góry La Verna. Pod prawą ręką Franciszka znajduje się czaszka.
Do obrazu, podobnie jak i do wszystkich innych z serii franciszkańskiej pozował El Grecowi ten sam mężczyzna o ostrych rysach. Pierwszy raz model pojawił się na obrazie z kolekcji Arnualda Dorii z Paryża w 1577 roku lub według Gudiola już w 1570. Obraz jest różnie datowany: Manuel Cossio datuje go na lata 1584–1594, August Mayer na lata 1579–1582, José Camón Aznar datuje na rok 1580, a Halldor Soehner podaje lata 1578–1580.

## Proweniencja
W XIX wieku obraz znajdował się w kolekcji Dalborgo de Primo w Madrycie, następnie w kolekcji markiza Pedra Pidala w Madrycie, od której ten typ przedstawień św. Franciszka wziął swoją nazwę.

## Inne wersje obrazu
José Gudiol oraz José Camón Aznar w swoich pracach nad twórczością El Greca przeanalizowali ponad 130 różnych przedstawień św. Franciszka. Z nich wydzielili prace oryginalne pędzla El Greca od tych powstałych w jego pracowni lub na przełomie całego XVII wieku, lub później.
Gudiol w swojej monografii z 1983 roku wymienia jeszcze dwie inne wersje św. Franciszka autorstwa El Greco:
- Święty Franciszek otrzymujący stygmaty – ok. (1579–1586), 57 × 44 cm, Muzeum Sztuk Pięknych w Bilbao
- Święty Franciszek otrzymujący stygmaty – ok. (1579–1586), 43 × 34 cm, dawniej Milicua Collection, Barcelona (obecne miejsce przechowywania nieznane)

Harold Wethey wszystkie inne kopie przedstawienia Franciszka, z wyjątkiem tej z pierwotnej kolekcji Pidala, kwalifikuje jako prace powstałe w pracowni El Greca lub kopie (włącznie z tą z Bilbao). W swojej dwutomowej monografii wyróżnia dziewięć wersji obrazu:
- Święty Franciszek otrzymujący stygmaty – 1585–1590, 101 × 76 cm, Eskurial (kaplica)
- Święty Franciszek otrzymujący stygmaty – pocz. XVII, 104 × 80 cm, kol. prywatna, Sztokholm
- Święty Franciszek otrzymujący stygmaty – pocz. XVII, 122 × 104 cm, nieznana lokalizacja
- Święty Franciszek otrzymujący stygmaty – pocz. XVII, 114 × 105 cm, National Gallery of Art w Dublinie
- Święty Franciszek otrzymujący stygmaty – II poł. XVII, 141 × 110 cm, Museo Municipal de San Telmo
- Święty Franciszek otrzymujący stygmaty – pocz. XVII, 109 × 81 cm, Institite of Arts w Detroit
- Święty Franciszek otrzymujący stygmaty – pocz. XVII, 96 × 84 cm, Rijksmuseum
- Święty Franciszek otrzymujący stygmaty – pocz. XVII, 95 × 73 cm, kol. prywatna

Pozostałe wersje:
- Święty Franciszek otrzymujący stygmaty – 1578, 102 × 75 cm, Muzeum Diecezjalne w Siedlcach
Obraz z Siedlec nie występuje w obcojęzycznych katalogach i monografiach poświęconych twórczości El Greco.